# Behiç Erkin

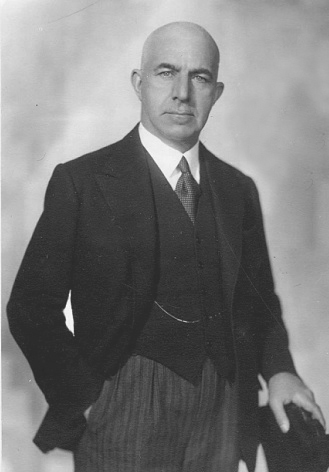
Behiç Erkin

Behiç Erkin (* 1876 in Istanbul; † 1961) war ein türkischer Militär, der erste Generaldirektor der staatlichen Eisenbahngesellschaft der Türkei (TCDD), Minister und Diplomat.

## Biographie
Erkin wurde in Istanbul geboren. Sein Vater war der Offizier des Osmanischen Reiches Ömer Fevzi Pascha. Seine Schulausbildung erhielt Behiç durch Hausunterricht. Nach dem Abschluss der Militärakademie wurde er 1903 als Offizier zur 3. Armee in Thessaloniki berufen, wo ab 1907 auch Mustafa Kemal unter Erkins Kommando tätig war. 1917 wurde er nach Aserbaidschan entsandt, um dort eine reguläre Armee aufzubauen. Wegen seiner Verdienste während des Ersten Weltkriegs wurden ihm das Eiserne Kreuz, das Bayrische Militärverdienstkreuz und der Rote Adlerorden mit Schwert verliehen.

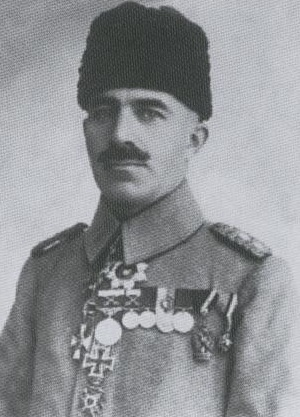
Behiç Bey als osmanischer Militär

Während des Türkischen Befreiungskriegs unterstützte er in Istanbul Mustafa Kemal. Bis 1920 hat er Kemal mit von den britischen Besatzungstruppen gestohlenen Waffen versorgt. 1920 fuhr Behiç nach Anatolien und übernahm 1921 die türkische Eisenbahn, damit konnte er für den Transport und die Versorgung der Widerstandstruppen sorgen. Sein Einsatzort war in Eskişehir, einem wichtigen Verkehrsknotenpunkt. Nach dem Befreiungskrieg wurde ihm 1926 der türkischen Befreiungsorden verliehen. Ab 1934 mussten alle türkischen Staatsbürger einen Familiennamen tragen, Behiç erhielt seinen Familiennamen von Mustafa Kemal Atatürk. „Erkin“ bedeutet selbständig, unabhängig. Erkin war bis 1926 der Generaldirektor der türkischen Eisenbahn. Zwischen Januar 1926 und August 1928 war er Minister für öffentliche Arbeiten. Er war 1927 auch Mitbegründer des türkischen Geheimdienstes (Milli Emniyet Hizmeti, seit 1965 Millî İstihbarat Teşkilâtı).
Nach 1928 war er als Diplomat in verschiedenen Städten tätig. 1939 wurde er in die türkische Botschaft von Paris berufen. Die dortige Rolle Erkins als Judenretter ist noch nicht erforscht. Die oft genannte Zahl, er habe mit anderen Diplomaten 20.000 türkische Juden vor der Vernichtung gerettet, stammt aus der apologetischen Schrift "Büyükelçi" (dt. Der Botschafter), die 2007 von seinem Enkel Emir Kıvırcık veröffentlicht wurde. Zwar wurden am 1. November 2005 postum alle ehemaligen türkischen Diplomaten der von den Nazis besetzten Länder, die wie Behiç Erkin sephardische Juden vor dem Abtransport in die Konzentrationslager retteten oder gerettet haben sollen, von der Internationalen Raoul Wallenberg Foundation (IRWF) im Rahmen einer Gedenkveranstaltung in New York geehrt. Dennoch ist es der Stiftung mit Stand 2009 nicht gelungen, belastbare Ergebnisse hinsichtlich der Tätigkeit türkischer Diplomaten im besetzten Frankreich zu präsentieren. Auch bleibt Selahattin Ülkümen bis dato der einzige von Yad Vashem anerkannte türkische Gerechte unter den Völkern.
1958 hat Erkin seine Tagebücher der Türk Tarih Kurumu geschenkt, unter der Voraussetzung, dass diese ein Jahr nach seinem Tod veröffentlicht werden sollten. Dennoch erschienen die Tagebücher bisher nicht. Sein Enkel Emir Kıvırcık, der die Tagebücher kopiert hat, hat die einzige Biographie über Erkin verfasst. Erkin ist 1961 gestorben und wurde seinem Wunsch gemäß in Eskişehir beigesetzt.